# گیلوویتسه (شهرستان ژویتس)
گیلوویتسه (شهرستان ژویتس) (به لهستانی: Gilowice) یک روستا در لهستان است که در گمینا گیلوویتسه واقع شده‌است. گیلوویتسه ۴٬۲۵۹ نفر جمعیت دارد.